# مارك ستون (مغني)
مارك ستون (بالإنجليزية: Mark Stone)‏ هو مغني ومغني أوبرا بريطاني، ولد في 12 يونيو 1969 في لندن في المملكة المتحدة.

## وصلات خارجية
- الموقع الرسمي
- مارك ستون على موقع ميوزك برينز (الإنجليزية)
- مارك ستون على موقع ديسكوغز (الإنجليزية)